# Zuzana Růžičková

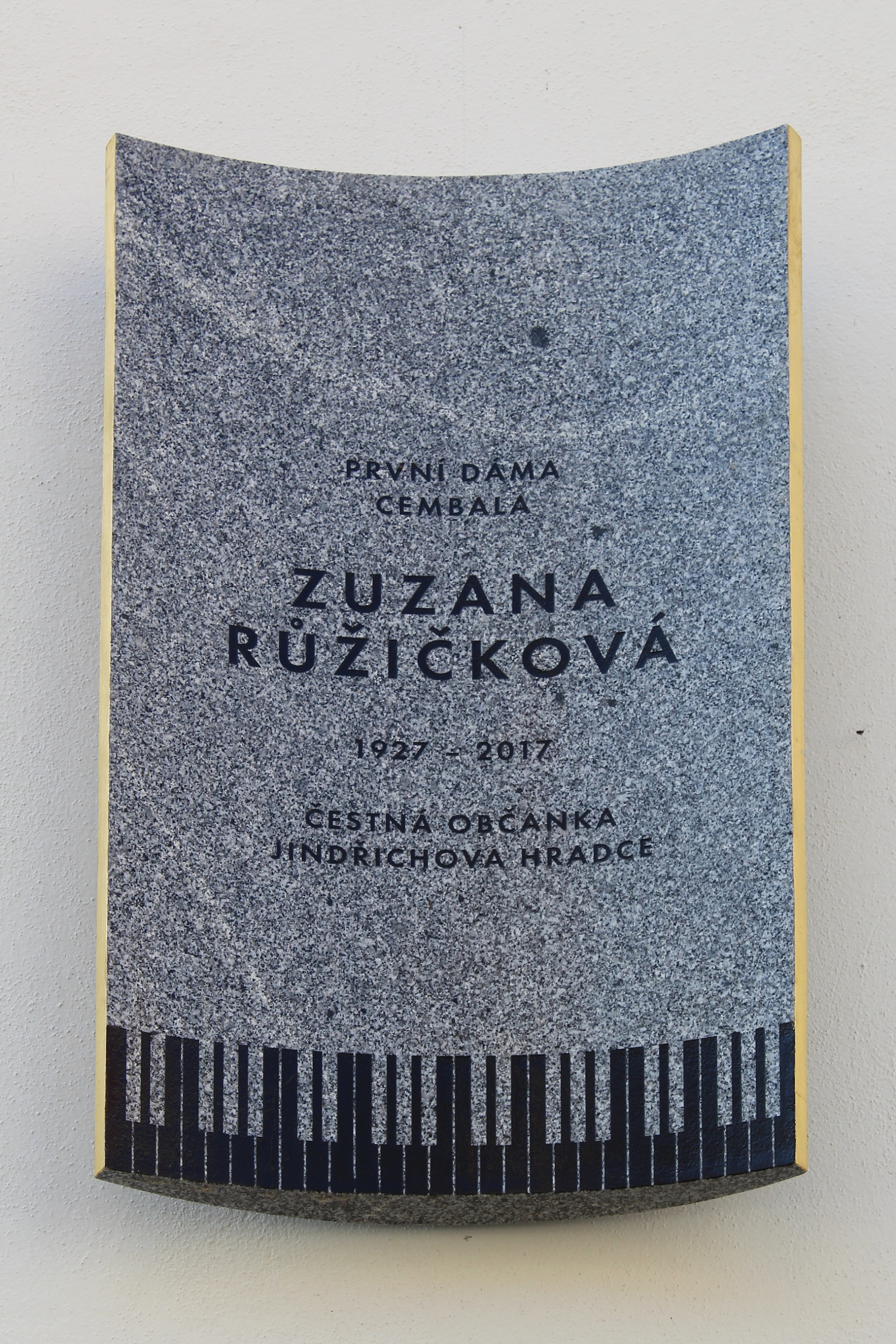
Gedenktafel für Zuzana Růžičková in Jindřichův Hradec

Zuzana Růžičková (* 14. Januar 1927 in Pilsen; † 27. September 2017 in Prag) war eine tschechische Cembalistin und Hochschullehrerin an der Akademie der musischen Künste in Prag.

## Leben und Karriere
Zuzana Růžičková wurde 1927 in der Tschechoslowakei in eine jüdische Familie geboren. Sie zeigte früh musikalische Begabung, mit der sie schon als Kind Günther Ramin beeindruckte. Zur Zeit der Besetzung durch Nazi-Deutschland wurde sie 1942 mit ihrer Familie nach Theresienstadt, später nach Auschwitz deportiert, musste im KZ Neuengamme Zwangsarbeit leisten und kam zuletzt in das Lager Bergen-Belsen. Von ihrer Familie überlebten nur sie – gemäß eigener Aussage dank Fredy Hirsch – und ihre Mutter diese Zeit. Ihr Vater und ihre Großeltern starben in Theresienstadt.
Nach der Befreiung studierte sie Musik in Plzeň und 1947 bis 1951 an der Akademie der musischen Künste in Prag (Klavier bei Albín Šíma und František Rauch, Cembalo bei Oldřich Kredba). 1951 trat sie erstmals als Cembalistin öffentlich auf. Ihre Karriere, die fast von den Nazis verhindert worden wäre, führte sie auch nach dem Krieg mit einer Kraft weiter, die sie nach eigenen Aussagen der Musik Johann Sebastian Bachs verdankt. „Bach hat mir dann gezeigt, dass es etwas gibt, das uns transzendiert. Da ist man sich plötzlich sicher: Gut, Menschlein, du bist vollkommen am Boden zerstört. Aber es gibt etwas, das über dir ist, eine Ordnung.“

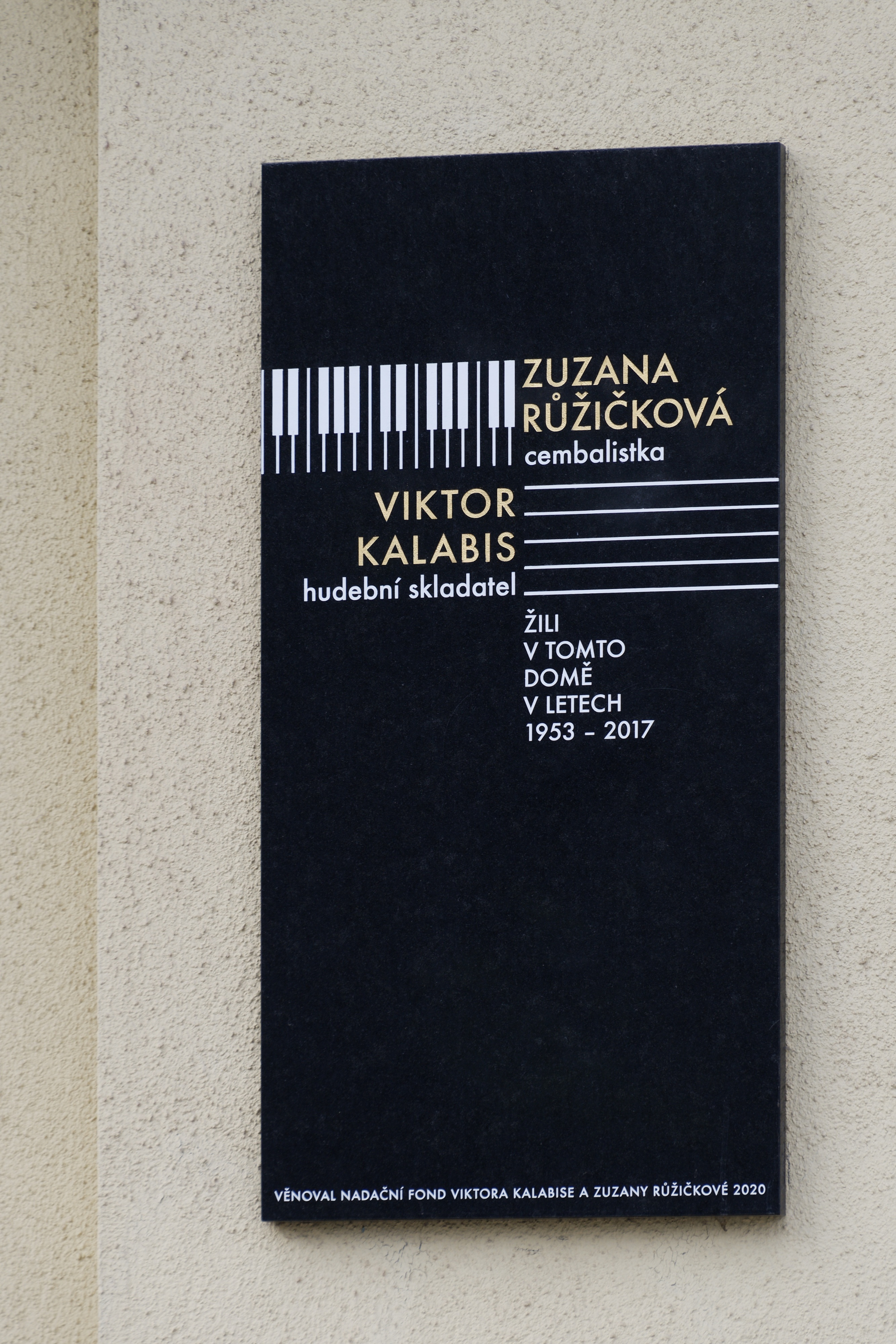
Gedenktafel für Zuzana Růžičková und Viktor Kalabis, Prag 3, Slezská 107

Als allererste nahm sie Bachs gesamtes Klavierwerk auf dem Cembalo auf. Der Gewinn des Musikwettbewerbs der ARD in München 1956 wurde Ausgangspunkt einer internationalen Solistenkarriere. 1962 gründete sie gemeinsam mit Václav Neumann die Prager Kammersolisten. Reisen ins nichtsozialistische Ausland wurden ihnen gestattet, da der Staat durch ihre Auftritte Devisen einnahm; 80 % ihrer Gagen waren abzuführen. Regelmäßig trat sie gemeinsam mit Kammermusikpartnern wie Josef Suk, Aurèle Nicolet, Pierre Fournier oder Jean-Pierre Rampal auf. Meisterklassen leitete sie beispielsweise in Zürich, Stuttgart, Budapest oder Tokio. In der Tschechoslowakei jedoch durfte sie damals das Fach Cembalo nicht unterrichten, weil der herrschenden Ideologie zufolge das Cembalo als „feudales und religiöses Instrument“ galt. Von 1978 bis 1982 lehrte sie als Gastprofessorin an der Musikakademie Bratislava. 1990 erhielt sie eine Professur an der Akademie der Musischen Künste Prag.
Růžičkovás Repertoire reichte von den englischen Virginalisten bis zur Moderne. Im Mittelpunkt stand Johann Sebastian Bach. Dessen Gesamtwerk für Cembalo spielte sie 1975 für das französische Label Erato ein. Diese Gesamtaufnahme wurde 2016 als Remastering der Originalbänder bei Warner Classics veröffentlicht. Als Solistin nahm sie an zahlreichen Bachfesten teil, unter anderem in Stuttgart und Oregon.
1952 heiratete Zuzana Růžičková den tschechischen Komponisten Viktor Kalabis (1923–2006), der mehrere Werke für sie schrieb.

## Ehrungen
Unter den zahlreichen Preisen und Ehrungen, die ihr zuteilwurden, waren u. a. der Chevalier de l’Ordre des Arts et des Lettres des französischen Kulturministeriums (2003) und die Verdienstmedaille des tschechischen Staates für ihr Lebenswerk (2003).